# Phyllolabis kocmani
Phyllolabis kocmani là một loài ruồi trong họ Limoniidae. Chúng phân bố ở miền Cổ bắc.